# تيرينس أوكونور
تيرينس أوكونور (بالإنجليزية: Terence O'Connor)‏ هو سياسي بريطاني، ولد في 13 سبتمبر 1891، وتوفي في 7 مايو 1940. حزبياً، نشط في حزب المحافظين.

## مناصب
- في الانتخابات العامة في المملكة المتحدة 1924 [الإنجليزية]‏، انتخب عضو برلمان المملكة المتحدة الـ34 عن دائرة Luton (UK Parliament constituency) [الإنجليزية]‏ (29 أكتوبر 1924 – 10 مايو 1929).
- في الانتخابات الفرعية في مجلس العموم البريطاني [الإنجليزية]‏، انتخب عضو برلمان المملكة المتحدة الـ35 عن دائرة Nottingham Central (UK Parliament constituency) [الإنجليزية]‏ (27 مايو 1930 – 7 أكتوبر 1931).
- في الانتخابات العامة في المملكة المتحدة 1931 [الإنجليزية]‏، انتخب عضو برلمان المملكة المتحدة الـ36 عن دائرة Nottingham Central (UK Parliament constituency) [الإنجليزية]‏ (27 أكتوبر 1931 – 25 أكتوبر 1935).
- في الانتخابات العامة في المملكة المتحدة 1935 [الإنجليزية]‏، انتخب عضو برلمان المملكة المتحدة الـ37 عن دائرة Nottingham Central (UK Parliament constituency) [الإنجليزية]‏ (14 نوفمبر 1935 – 7 مايو 1940).